# Adolfo Zumelzú
Adolfo Bernabé Zumelzú (5 de enero de 1902, Buenos Aires - 29 de marzo de 1973, Argentina) fue un futbolista argentino que se destacó como centrocampista. Participó en los Juegos Olímpico de Ámsterdam de 1928 y en la Copa Mundial de Fútbol de 1930, donde la Selección Argentina terminó en segundo lugar.

## Historia
Mediocampista de gran físico, con mucha técnica, personalidad y elegancia.
Era veloz y su andar era parsimonioso, rayano en la displicencia. Pero poseía un gran sentido de la ubicuidad. Además de su seguridad con el balón en los pies, se mostraba como salida clara y fluida, pero también era valiente y peleaba cada pelota hasta las últimas consecuencias.
Estuvo en Racing Club apenas un año pero se metió en la piel del hincha con la misma intensidad con que disputaba cada partido. Tuvo una rápida adaptación en el equipo que lograra el último título de la era amateur, en 1925. Sucesor del genial Pedro Ochoa, sentía la obligación tácita de continuar el estilo académico y de jerarquía que por entonces desplegaba La Academia y lo logró gracias a su talento para ocupar el centro de la cancha.

## Selección Argentina
Su rendimiento sobresaliente lo llevó a la Selección Argentina donde obtuvo la Copa América en 1927 y 1929 y el subcampeonato en el Mundial de Fútbol 1930 realizado en Uruguay (donde además convirtió dos tantos).
También jugó en los Juegos Olímpicos de Ámsterdam 1928 donde el combinado nacional perdió en la final con la Selección de fútbol de Uruguay.

### Participaciones en Copas del Mundo
| Mundial              | Sede    | Resultado  | Partidos | Goles |
| -------------------- | ------- | ---------- | -------- | ----- |
| Copa Mundial de 1930 | Uruguay | Subcampeón | 1        | 2     |

### Participaciones en Copas América
| Copa              | Sede      | Resultado | Partidos | Goles |
| ----------------- | --------- | --------- | -------- | ----- |
| Copa América 1927 | Perú      | Campeón   | 2        | 0     |
| Copa América 1929 | Argentina | Campeón   | 3        | 2     |

## Trayectoria
| Club                | País      | Período   |
| ------------------- | --------- | --------- |
| San Isidro          | Argentina | 1923-1924 |
| Racing Club         | Argentina | 1925      |
| Estudiantil Porteño | Argentina | 1926-1929 |
| Tigre               | Argentina | 1929-1930 |
| Sportivo Palermo    | Argentina | 1931      |

## Palmarés

### Torneos nacionales
| Título           | Club        | País      | Año  |
| ---------------- | ----------- | --------- | ---- |
| Primera División | Racing Club | Argentina | 1925 |

### Torneos internacionales
| Título       | Club                | Sede      | Año  |
| ------------ | ------------------- | --------- | ---- |
| Copa América | Selección Argentina | Perú      | 1927 |
| Copa América | Selección Argentina | Argentina | 1929 |